# Исаево (Пригородное сельское поселение)
Исаево — деревня в Сокольском районе Вологодской области.
Входит в состав Пригородного сельского поселения, с точки зрения административно-территориального деления — в Пригородный сельсовет.
Расстояние по автодороге до районного центра Сокола — 29 км, до центра муниципального образования Литеги — 16 км. Ближайшие населённые пункты — Волково, Конаново, Старково.
По данным переписи в 2002 году постоянного населения не было.